# Salix bhutanensis
Salix bhutanensis är en videväxtart som beskrevs och namngavs av Björn Floderus. Salix bhutanensis ingår i släktet viden, och familjen videväxter. Utöver nominatformen finns också underarten S. b. lasiopes.